# North Shore (Île-du-Prince-Édouard)
Pour les articles homonymes, voir North Shore.
North Shore est un village dans le comté de Queens sur l'Île-du-Prince-Édouard, au Canada, au nord de Charlottetown.

## Histoire
La municipalité rurale d'origine de la Côte-Nord a été constituée en 1974.

## Communautés
- Covehead
- Covehead Road
- Grand Tracadie
- Pleasant Grove
- Stanhope
- West Covehead

## Démographie
La population de la municipalité rurale de North Shore était de 2 080 habitants au  Recensement de 2016, en hausse par rapport à 1 901 dans le  Recensement de 2011.
| Grand Tracadie                    | Municipalité rurale | 1984 | 294   | 293   | +0.3%  | 12,2 | 24,1/km2 |      |          |
| North Shore                       | Municipalité rurale | 1974 | 1 294 | 1 112 | +16.4% | 45,4 | 28,5/km2 |      |          |
| Pleasant Grove                    | Municipalité rurale | 1980 | 492   | 496   | -0.8%  | 13,6 | 36,2/km2 |      |          |
| Total des anciennes municipalités | –                   | –    | 2 080 | 1 901 | +9,4%  | –    | –        | 71,4 | 29,1/km2 |

## Gouvernement
La municipalité rurale de North Shore a d'abord été dirigée par un conseil intérimaire comprenant un maire intérimaire (Gordon Ellis) et quinze conseillers intérimaires.  La première élection d'un maire et de six conseillers (un pour chacun des six quartiers) était le 5 novembre 2018. ayant pour résultat l'élection d'un maire (Gerald Watts) et de six conseillers.